# Eolífono

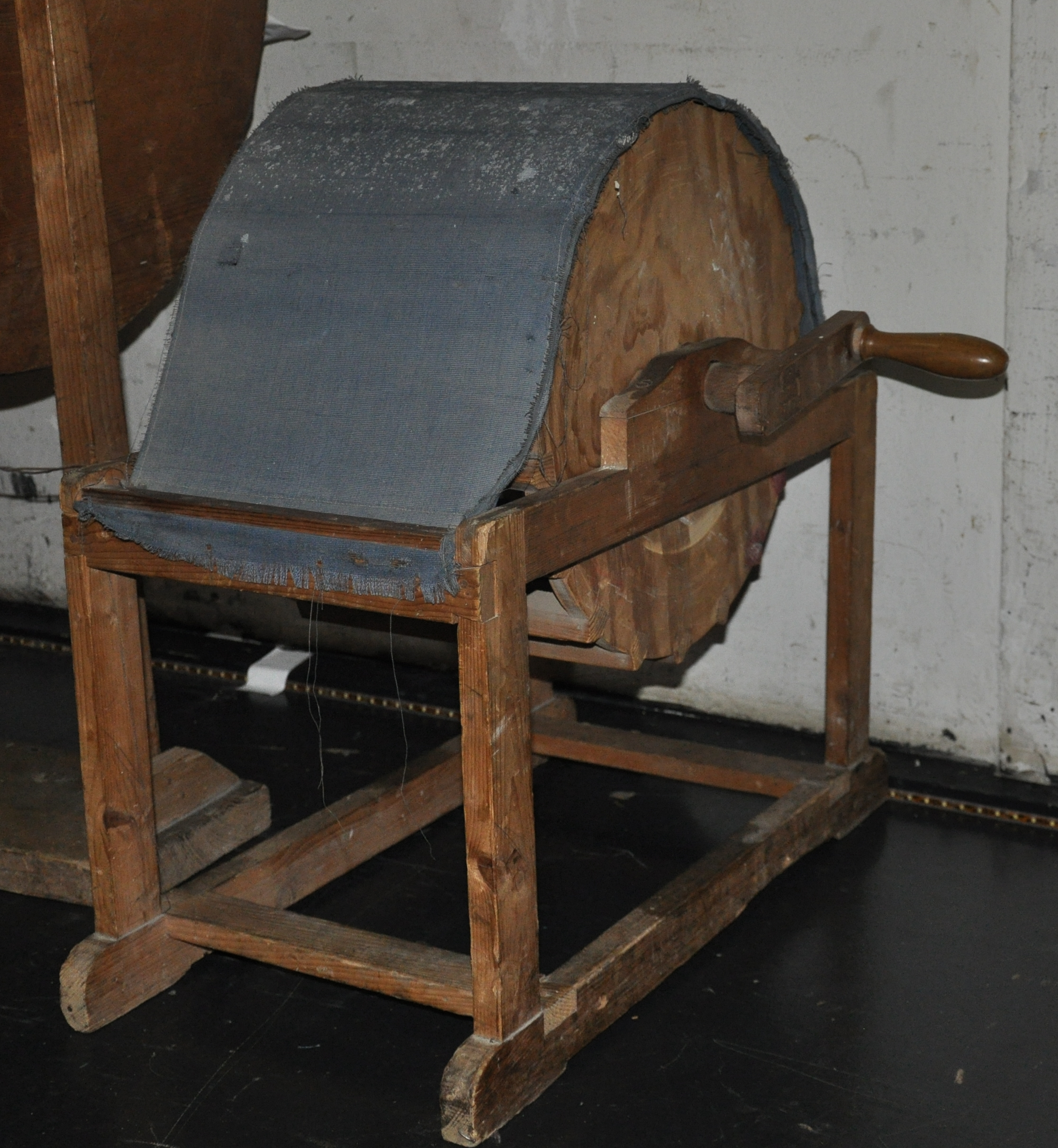
Máquina de viento (c. 1900) en el Konzerthaus en Ravensburg, Alemania

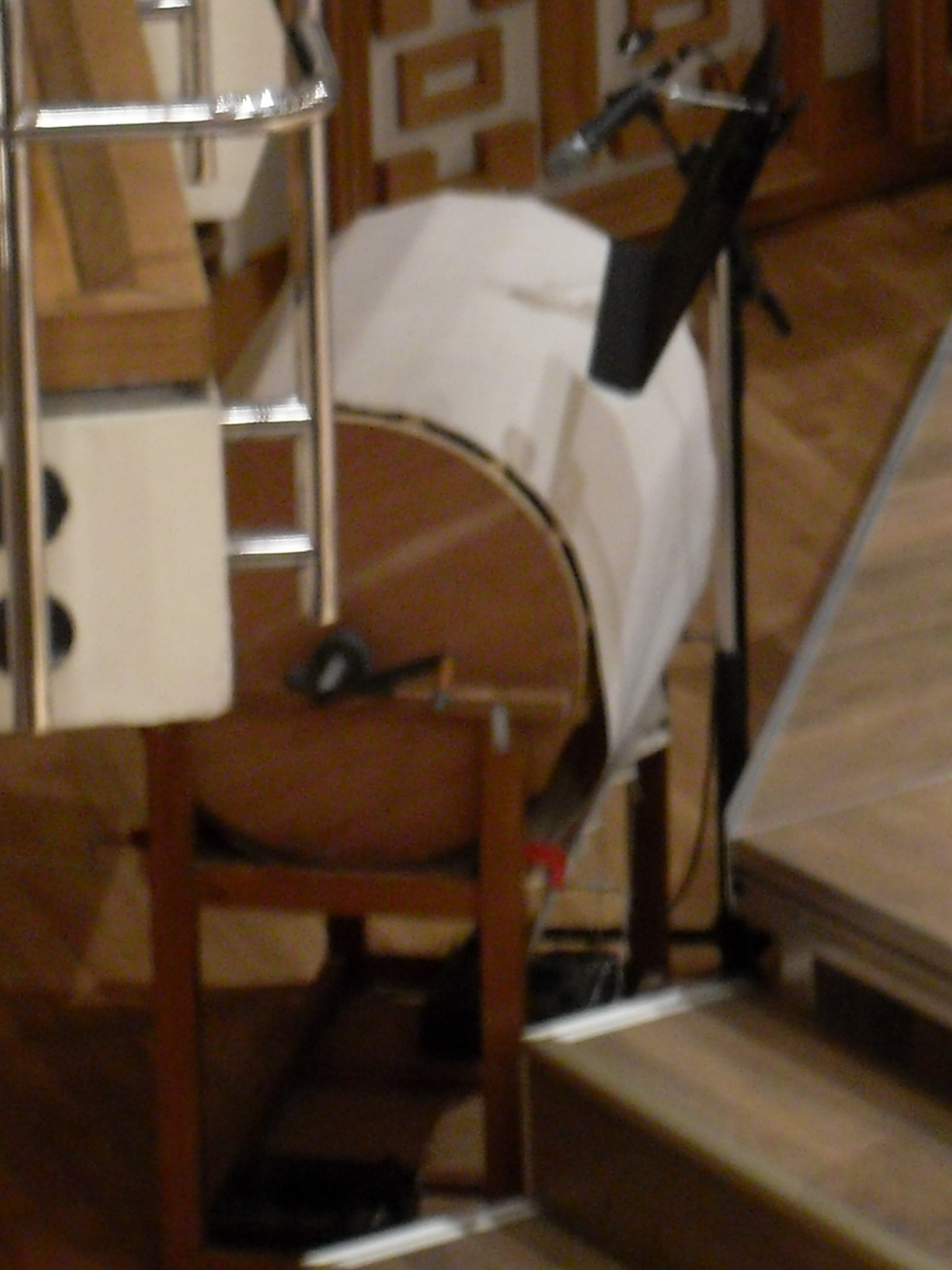
Una máquina de viento moderna durante la presentación de la Sinfonía Antártica de Vaughan Williams por la Orquesta Filarmónica de Hong Kong en enero de 2013.

La máquina de viento (también llamada eolífono) es un instrumento musical especial que se utiliza para producir el sonido del viento. Frecuentemente, un tambor cubierto por una tela de algodón produce un sonido que emula el viento, cuando el tambor gira. La fricción entre la tela y el tambor produce el rudio, que cambia de intensidad a medida que se incrementa la velocidad del giro de la manivela del tambor.

## Obras que utilizan eolífono
Varios compositores, desde la época barroca, utilizan la máquina de viento dentro de los instrumentos para sus obras.
- Gioachino Rossini: El Barbero de Sevilla
- Richard Strauss: Don Quixote, Sinfonía Alpina, La Helena egipcia, La mujer sin sombra
- Richard Wagner: El Holandés errante
- Ralph Vaughan Williams: Sinfonía Antártica
- Ferde Grofé: Suite del gran Cañón
- Olivier Messiaen: Des canyons aux étoiles…, Saint François d'Assise y Éclairs sur l'au-delà…
- Maurice Ravel: Daphnis et Chloé, L'enfant et les sortilèges
- Giacomo Puccini: La fanciulla del West
- Benjamin Britten: Noye's Fludde
- Michael Tippett: Symphony no. 4
- Jerry Goldsmith: The Blue Max
- Philip Sparke: Music Of The Spheres
- Roger Cichy: First Flights
- Jean-Philippe Rameau: Les Boréades
- Fazıl Say: Symphony No 3 Universe
- Carl Orff De temporum fine Comoedia, Oedipus Der Tyrann, Der Mond, Ein Osterspiel, Ludus de Nato Infante Mirificus

- Datos: Q290688
- Multimedia: Aeoliphones / Q290688